# Chandelle romaine

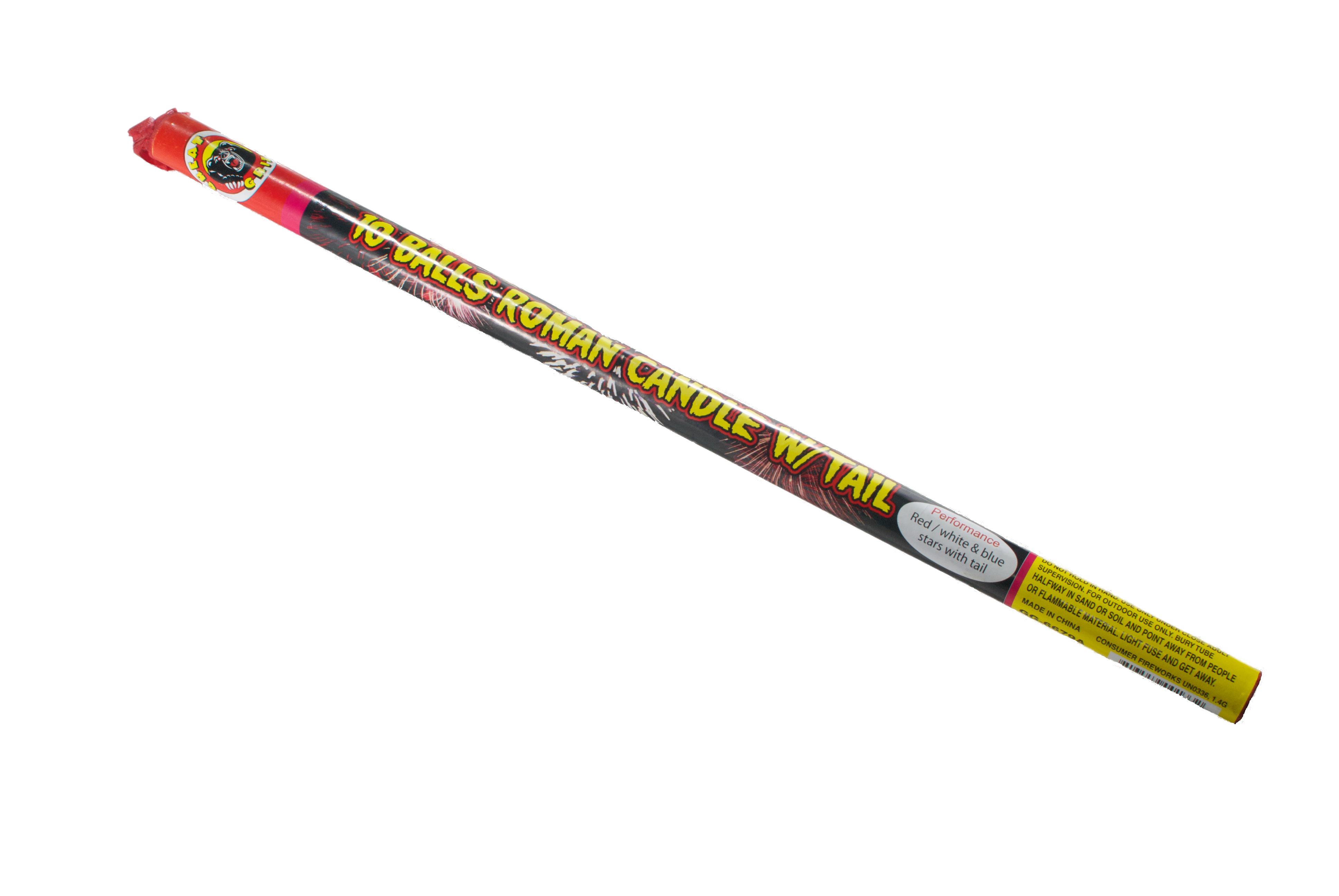
Chandelle romaine.

Structure interne d'une chandelle romaine.

Une chandelle romaine est un procédé pyrotechnique d’origine italienne composé généralement d'un tube de carton, appelé mortier, chargé de plusieurs projectiles (étoiles ou bombettes) empilés les uns sur les autres et propulsés dans les airs à cadence régulière, produisant des effets pyrotechniques lumineux sonores et synchronisés appelés comètes. Ces chandelles peuvent être tenues à la main ou fixées au sol à l'aide de piquets selon des dispositions variées (éventail, bouquet). 
La chandelle romaine dont le mortier a un gros calibre est appelée mortier garni en raison de la taille du projectile proche de celle d'une bombe.
La chandelle romaine se distingue du feu de Bengale qui met en œuvre un embrasement sans éjection de particules et qui provoque uniquement un effet au sol.

## Principe de fonctionnement

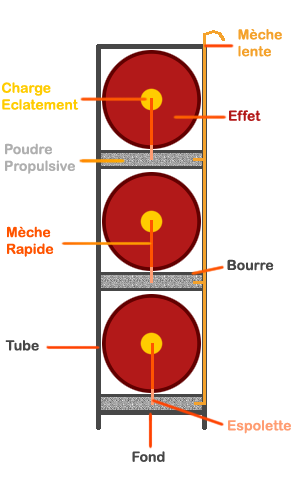
Schéma d'une chandelle.

Le mortier en forme de tube qui permet une propulsion droite et dont le calibre va de 6 mm à 8 cm, est constitué d'étages empilés contenant chacun un projectile avec à sa base une poudre propulsive, une bourre en carton, en plastique isolant ou en feutre qui contient aussi le retard appelé espolette.
À l'allumage, la mèche lente se consume et atteint une première charge propulsive sous la première bourre, ce qui éjecte le projectile. La progression de la mèche lente se consumant atteint l'étage inférieur dont le projectile est mis à feu à son tour, le processus se répète à chaque étage, provoquant des effets en batterie.